# José Bosingwa
José Bosingwa da Silva (Mbandaka, 24 augustus 1982) is een Portugese profvoetballer. Hij speelt sinds 2013 voor het Turkse Trabzonspor. Eerder speelde hij in Portugal voor Boavista en Porto en in Engeland voor Chelsea en Queens Park Rangers. Bosingwa speelt hoofdzakelijk als rechtsback en kwam sinds 2007 tot meer dan 20 interlands voor Portugal.

## Clubcarrière
Bosingwa begon zijn betaaldvoetbalcarrière gedurende het het seizoen 2000/2001 bij SC Freamunde in Portugal. Na een seizoen maakte hij de overstap naar Boavista waarin hij in twee seizoenen tot 41 duels kwam. José Mourinho haalde hem in 2003 naar Porto waar hij onder meer Portugees landskampioen werd en de Champions League won.
Na vijf seizoenen voor Porto te hebben gespeeld, maakte Bosingwa in de zomer van 2008 de transfer naar Chelsea, waar hij in mei 2012 te horen kreeg dat hij mocht vertrekken. Zijn nieuwe ploeg werd Queens Park Rangers. In de zomer van 2013 maakt hij de transfer naar Trabzonspor uit Turkije

## Interlandcarrière
Hij maakte zijn debuut in het nationale elftal op 2 juni 2007, in de 52e minuut van de EK-kwalificatiewedstrijd van Portugal tegen België. Op Het EK 2008 werd hij met Portugal in de kwartfinale door Duitse voetbalelftal uitgeschakeld.

## Statistieken
| Seizoen | Club                | Land              | Competitie     | Wed. | Dlp. |
| ------- | ------------------- | ----------------- | -------------- | ---- | ---- |
| 2000/01 | → SC Freamunde      | Vlag van Portugal | Liga de Honra  | 11   | 0    |
| 2001/02 | Boavista FC         | Vlag van Portugal | Primeira Liga  | 15   | 0    |
| 2002/03 | Boavista FC         | Vlag van Portugal | Primeira Liga  | 26   | 0    |
| 2003/04 | FC Porto            | Vlag van Portugal | Primeira Liga  | 13   | 1    |
| 2004/05 | FC Porto            | Vlag van Portugal | Primeira Liga  | 25   | 1    |
| 2005/06 | FC Porto            | Vlag van Portugal | Primeira Liga  | 21   | 0    |
| 2006/07 | FC Porto            | Vlag van Portugal | Primeira Liga  | 25   | 0    |
| 2007/08 | FC Porto            | Vlag van Portugal | Primeira Liga  | 23   | 1    |
| 2008/09 | Chelsea FC          | Vlag van Engeland | Premier League | 34   | 2    |
| 2009/10 | Chelsea FC          | Vlag van Engeland | Premier League | 8    | 0    |
| 2010/11 | Chelsea FC          | Vlag van Engeland | Premier League | 20   | 0    |
| 2011/12 | Chelsea FC          | Vlag van Engeland | Premier League | 22   | 1    |
| 2012/13 | Queens Park Rangers | Vlag van Engeland | Premier League | 24   | 0    |
| 2013/14 | Trabzonspor         | Vlag van Turkije  | Süper Lig      | 27   | 0    |
| 2014/15 | Trabzonspor         | Vlag van Turkije  | Süper Lig      | 19   | 0    |
| 2015/16 | Trabzonspor         | Vlag van Turkije  | Süper Lig      | 3    | 0    |
| Totaal  | Totaal              | Totaal            | Totaal         | 313  | 6    |

## Erelijst

### Porto
- UEFA Champions League: 2003–04
- Primeira Liga: 2003–04, 2005–06, 2006–07, 2007–08
- Taça de Portugal: 2005–06
- Supertaça Cândido de Oliveira: 2003, 2004, 2006

### Chelsea
- UEFA Champions League: 2011–2012
- Premier League: 2009–10
- FA Cup: 2008–09, 2009–2010, 2011–2012
- FA Community Shield: 2009

### Individueel
- EK voetbal -21: 2004
- EK voetbal: 2008 (Team of the tournament - verdediger)

1 Moreira ·
2 Sérgio ·
3 Meireles ·
4 Alves ·
5 Ricardo Costa  ·
6 Meira ·
7 Ronaldo ·
8 Viana ·
9 Almeida ·
10 Martins ·
11 Ribeiro ·
12 Frechaut ·
13 Boa Morte ·
14 Bosingwa ·
15 Lourenço ·
16 João Paulo ·
17 Danny ·
18 Vale ·
Coach: Romão
1 Ricardo Pereira ·
2 Ferreira ·
3 Alves ·
4 Bosingwa ·
5 Meira ·
6 Meireles ·
7 Ronaldo ·
8 Petit ·
9 Almeida ·
10 Moutinho ·
11 Simão ·
12 Nuno Espírito Santo ·
13 Miguel ·
14 Ribeiro ·
15 Pepe ·
16 Ricardo Carvalho ·
17 Quaresma ·
18 Veloso ·
19 Nani ·
20 Deco ·
21 Nuno Gomes  ·
22 Patrício ·
23 Postiga ·
Coach: Scolari